# Ronnie Lane
Ronald Frederick "Ronnie" Lane (1 de abril de 1946 — 4 de junho de 1997) foi um cantor, compositor e baixista britânico. É mais conhecido por sua associação com duas bandas de rock britânicas de destaque, The Small Faces (1965-1969) e The Faces (1970-1975).

## Biografia
Ronnie Lane nasceu no East End de Londres. Após deixar a escola aos 16 anos, conheceu Kenney Jones em um pub, e formaram um grupo chamado "The Outcasts". Inicialmente guitarrista-base, não demorou muito para que decidisse passar para o baixo. Em 1965, durante uma visita ao J60 Music Bar em Manor Park, Londres, procurando por um baixo novo, Lane conheceu Steve Marriott, um funcionário do lugar. Ele comprou o baixo, e foi para a casa de Marriott ouvir alguns discos; foi então que Marriott o apresentou à sua coleção de álbuns da Motown e da Stax. Os dois decidiram formar uma banda, convidando seus amigos Jones (bateria) e Jimmy Winston (que passou da guitarra para o órgão). Marriott foi escolhido para ser o vocalista.

### Carreira
Os Small Faces logo progrediram dos ensaios para apresentações em bares, passando para shows profissionais. A banda lançou vários singles de sucesso, como "Tin Soldier, "Sha-La-La-La-Lee" e "Itchkoo Park", mas terminou em 1969 com a saída de Marriott. Para seu lugar foi convidado Rod Stewart, e o grupo então passou a se chamar The Faces.
Lane deixou os Faces em 1973 e montou sua própria banda, Slim Chance, gravando o álbum Anymore For Anymore, demonstrando influências de rock britânico, folk e country.
Depois de um sucesso inicial com os compactos "How Come" e "The Poacher", assinou contrato com a Island Records, lançando Ronnie Lane's Slim Chance e One For The Road. Gravou um álbum com Pete Townshend, Rough Mix, e um último disco solo, See Me.
Ronnie foi diagnosticado com esclerose múltipla no final dos anos 1970 (sua mãe também sofria da mesma doença), e em 1983 passou a utilizar cadeira de rodas. Devido ao alto custo financeiro de seu tratamento, seus amigos organizaram um show de caridade no Royal Albert Hall, o A.R.M.S. Concert, apresentando Eric Clapton, Jimmy Page, Steve Winwood, Bill Wyman, Charlie Watts e Kenney Jones, entre outros.

### Mudança para o Texas e morte
Lane se mudou para o Texas em 1984, onde o clima era mais benéfico à sua saúde, e se esforçou para continuar tocando, se apresentando pela última vez em 1992 em um show de Ron Wood. Rod Stewart continuava a fazer doações para o tratamento de Ronnie, pois os ex-integrantes do The Small Faces não recebiam os royalities por seu trabalho (resultado de um contrato com a gravadora Immediate). Graças aos esforços do baterista Kenney Jones, os dois integrantes sobreviventes eventualmente conseguiram receber seus direitos nos anos 1990.
Um álbum de gravações ao vivo para a BBC estava prestes a ser lançado para arrecadar fundos para seu tratamento quando Lane morreu de pneumonia em 4 de junho de 1997. Encontra-se sepultado no Cemitério Maçônico, Trinidad, Colorado nos Estados Unidos.

## Discografia solo

### Álbuns de estúdio
- 1974 - Anymore for Anymore
- 1974 - Ronnie Lane's Slim Chance
- 1976 - One for the Road
- 1979 - See Me

### Ao vivo
- 1997 - You Never Can Tell (The BBC Sessions) (1997)
- 2000 - Live in Austin (2000)
- 2001 - Rocket 69 (ao vivo na TV alemã)

### Coletâneas
- 1997 - Kuschty Rye (The Singles 1973-1980)
- 1999 - Tin and Tambourine
- 1999 - April Fool
- 2001 - How Come
- 2003 - Ain't No One Like
- 2006 - Just For a Moment

### Colaborações
- 1970 - Happy Birthday (com Pete Townshend)
- 1972 - I Am (com Pete Townshend)
- 1976 - Mahoney's Last Stand (com Ronnie Wood)
- 1976 - With Love (com Pete Townshend)
- 1977 - Rough Mix (com Pete Townshend)
- 1980 - The Legendary Majik Mijits (com Steve Marriott)